# Estadio Çaykur Didi
El Estadio Çaykur Didi (Turco: Çaykur Didi Stadyumu), anteriormente Estadio Yeni Rize Şehir es un Estadio multiusos ubicado en la ciudad de Rize, Turquía, es sede del club Çaykur Rizespor Kulübü. Comenzó a construirse el 13 de diciembre de 2007 y se inauguró el 24 de agosto de 2009, posee una capacidad de 15.197 espectadores. Reemplazó al Estadio Rize Atatürk como principal estadio de la ciudad.